# Justine Dufour-Lapointe
Justine Dufour-Lapointe (ur. 25 marca 1994 w Montrealu) – kanadyjska narciarka dowolna specjalizująca się w jeździe po muldach, mistrzyni olimpijska i czterokrotna medalistka mistrzostw świata. Jest młodszą siostrą Maxime i Chloé Dufour-Lapointe.

## Kariera
W 2014 roku wystartowała na igrzyskach olimpijskich w Soczi, zdobywając złoty medal i wyprzedzając swą siostrę Chloé i obrończynię tytułu, Hannah Kearney z USA. Na mistrzostwach świata w Voss w 2013 roku zdobyła brązowy medal w jeździe po muldach. Następnie zdobyła dwa medale podczas mistrzostw świata w Kreischbergu, zwyciężając w jeździe po muldach i zajmując drugie miejsce za Kearney w muldach podwójnych. Zajęła również trzecie miejsce w jeździe po muldach na mistrzostwach świata w Sierra Nevada w 2017 roku, plasując się za Britteny Cox z Australii i Francuzką Perrine Laffont. W 2018 roku zdobyła srebrny medal podczas igrzysk olimpijskich w Pjongczangu, rozdzielając Laffont i Juliję Gałyszewą z Kazachstanu.
Najlepsze wyniki w Pucharze Świata osiągnęła w sezonie 2013/2014, kiedy to zajęła trzecie miejsce w klasyfikacji generalnej, a w klasyfikacji jazdy po muldach była druga. Ponadto w sezonach 2011/2012, 2012/2013, 2014/2015 i 2015/2016 także zajmowała drugie miejsce w klasyfikacji zjazdy po muldach, a w sezonie 2016/2017 była trzecia. W dniu 23 stycznia 2016 roku w Saint-Côme wraz z siostrami zajęła wszystkie miejsca na podium w jeździe po muldach. Było to pierwsze w historii podium złożone z rodzeństwa w zawodach organizowanych przez FIS. 

## Osiągnięcia

### Igrzyska olimpijskie
| Miejsce | Dzień     | Rok  | Miejscowość | Konkurencja      | Zwycięzca       |
| ------- | --------- | ---- | ----------- | ---------------- | --------------- |
| 1.      | 8 lutego  | 2014 | Soczi       | Jazda po muldach | -               |
| 2.      | 11 lutego | 2018 | Pjongczang  | Jazda po muldach | Perrine Laffont |
| 20.     | 6 lutego  | 2022 | Pekin       | Jazda po muldach | Jakara Anthony  |

### Mistrzostwa świata
| Miejsce | Dzień       | Rok  | Miejscowość   | Konkurencja      | Zwycięzca             |
| ------- | ----------- | ---- | ------------- | ---------------- | --------------------- |
| 3.      | 6 marca     | 2013 | Voss          | Jazda po muldach | Hannah Kearney        |
| 15.     | 8 marca     | 2013 | Voss          | Muldy podwójne   | Chloé Dufour-Lapointe |
| 1.      | 18 stycznia | 2015 | Kreischberg   | Jazda po muldach | -                     |
| 2.      | 19 stycznia | 2015 | Kreischberg   | Muldy podwójne   | Hannah Kearney        |
| 3.      | 8 marca     | 2017 | Sierra Nevada | Jazda po muldach | Britteny Cox          |
| 14.     | 9 marca     | 2017 | Sierra Nevada | Muldy podwójne   | Perrine Laffont       |
| 5.      | 8 lutego    | 2019 | Deer Valley   | Jazda po muldach | Julija Gałyszewa      |
| 12.     | 9 lutego    | 2019 | Deer Valley   | Muldy podwójne   | Perrine Laffont       |
| 12.     | 8 marca     | 2021 | Ałmaty        | Jazda po muldach | Perrine Laffont       |
| 9.      | 9 marca     | 2021 | Ałmaty        | Muldy podwójne   | Anastasija Smirnowa   |

### Puchar Świata

#### Miejsca w klasyfikacji generalnej
- sezon 2010/2011: 13.
- sezon 2011/2012: 4.
- sezon 2012/2013: 7.
- sezon 2013/2014: 3.
- sezon 2014/2015: 4.
- sezon 2015/2016: 8.
- sezon 2016/2017: 10.
- sezon 2017/2018: 14.
- sezon 2018/2019: 30.
- sezon 2019/2020: 14.

Od sezonu 2020/2021 klasyfikacja jazdy po muldach jest jednocześnie klasyfikacją generalną.
- sezon 2020/2021: 9.
- sezon 2021/2022: 11.

#### Zwycięstwa w zawodach
1. Mont Gabriel – 15 stycznia 2011 (muldy podwójne)
2. Megève – 18 marca 2012 (muldy podwójne)
3. Calgary – 26 stycznia 2013 (jazda po muldach)
4. Calgary – 4 stycznia 2014 (jazda po muldach)
5. Lake Placid – 15 stycznia 2014 (jazda po muldach)
6. Inawashiro – 1 marca 2014 (jazda po muldach)
7. Voss – 15 marca 2014 (jazda po muldach)
8. Deer Valley – 10 stycznia 2015 (muldy podwójne)
9. Lake Placid – 29 stycznia 2015 (jazda po muldach)
10. Saint-Côme – 23 stycznia 2016 (jazda po muldach)
11. Deer Valley – 4 lutego 2016 (jazda po muldach)
12. Deer Valley – 6 lutego 2016 (muldy podwójne)
13. Saint-Côme – 21 stycznia 2017 (jazda po muldach)
14. Mont Tremblant – 20 stycznia 2018 (jazda po muldach)
15. Deer Valley – 8 lutego 2020 (muldy podwójne)

#### Pozostałe miejsca na podium w zawodach
1. Méribel – 15 grudnia 2010 (muldy podwójne) – 3. miejsce
2. Åre – 12 marca 2011 (muldy podwójne) – 2. miejsce
3. Voss – 20 marca 2011 (jazda po muldach) – 3. miejsce
4. Méribel – 20 grudnia 2011 (muldy podwójne) – 2. miejsce
5. Mont Gabriel – 14 stycznia 2012 (muldy podwójne) – 2. miejsce
6. Lake Placid – 19 stycznia 2012 (muldy podwójne) – 2. miejsce
7. Calgary – 28 stycznia 2012 (jazda po muldach) – 2. miejsce
8. Deer Valley – 4 lutego 2012 (muldy podwójne) – 2. miejsce
9. Beidahu – 12 lutego 2012 (jazda po muldach) – 2. miejsce
10. Naeba – 18 lutego 2012 (jazda po muldach) – 2. miejsce
11. Ruka – 15 grudnia 2012 (muldy podwójne) – 2. miejsce
12. Kreischberg – 22 grudnia – 2012 (muldy podwójne) – 3. miejsce
13. Deer Valley – 2 lutego 2013 (muldy podwójne) – 2. miejsce
14. Ruka – 14 grudnia 2013 (jazda po muldach) – 2. miejsce
15. Deer Valley – 9 stycznia 2014 (jazda po muldach) – 3. miejsce
16. Saint-Côme – 19 stycznia 2014 (jazda po muldach) – 2. miejsce
17. Voss – 16 marca 2014 (muldy podwójne) – 2. miejsce
18. Calgary – 3 stycznia 2015 (jazda po muldach) – 3. miejsce
19. Deer Valley – 9 stycznia 2015 (jazda po muldach) – 2. miejsce
20. Megève – 15 marca 2015 (muldy podwójne) – 3. miejsce
21. Calgary – 28 stycznia 2017 (jazda po muldach) – 2. miejsce
22. Deer Valley – 2 lutego 2017 (jazda po muldach) – 2. miejsce
23. Bokwang – 11 lutego 2017 (jazda po muldach) – 2. miejsce
24. Thaiwoo – 25 lutego 2017 (jazda po muldach) – 2. miejsce
25. Thaiwoo – 26 lutego 2017 (muldy podwójne) – 3. miejsce
26. Calgary – 6 stycznia 2018 (jazda po muldach) – 3. miejsce
27. Tazawako – 3 marca 2018 (jazda po muldach) – 2. miejsce
28. Megève – 18 marca 2018 (muldy podwójne) – 3. miejsce
29. Mont-Tremblant – 26 stycznia 2019 (jazda po muldach) – 3. miejsce
30. Szymbulak – 2 marca 2019 (jazda po muldach) – 3. miejsce
31. Thaiwoo – 14 grudnia 2019 (jazda po muldach) – 3. miejsce
32. Calgary – 1 lutego 2020 (jazda po muldach) – 3. miejsce
33. Deer Valley – 6 lutego 2020 (jazda po muldach) – 3. miejsce

- W sumie (15 zwycięstw, 19 drugich i 14 trzecich miejsc).